# 伊巴 (菲律賓)
15°19′26″N 119°58′48″E / 15.32389°N 119.98000°E

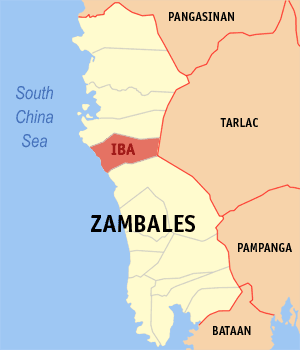
伊巴

伊巴（Iba）是菲律賓三描禮士省省會，人口為51033人，人均收入是菲律賓都會區第一級。

## 广播发射台
伊巴设有中短波发射台，主要对中华人民共和国等远东地区发射良友电台、益友电台、梵蒂冈广播电台等节目，其发射功率为250kW。